# 德田站 (石川縣)
德田站（日语：／ Tokuda eki */?）是位於石川縣七尾市下町戊21番，西日本旅客鐵道（JR西日本）的七尾線車站。
此站位於七尾市南部位置。車站附近設有數間高等學校和特別支援學校等教育設施，因此許多學生會使用此站。

## 歷史
- 1898年（明治31年）4月24日 - 七尾鐵道 津幡臨時停車站（本津幡站的前身） - 七尾站 - 矢田新站（後來為七尾港站）之間開通，同時此站開業[1]。為旅客和貨物車站。
- 1907年（明治40年）7月1日 - 七尾鐵道根據鐵道國有法（日语：鉄道国有法）而國有化。成為帝國鐵道廳（國鐵）車站。
- 1909年（明治42年）10月12日 - 制定路線名稱，此站成為七尾線車站。
- 1958年（昭和33年）10月24日 - 天皇和皇后陛下前往此站行幸。
- 1971年（昭和46年）11月10日 - 終止貨物起卸業務。
- 1972年（昭和47年）3月15日 - 成為無人車站。
- 1987年（昭和62年）4月1日 - 伴隨國鐵分割民營化，車站由西日本旅客鐵道（JR西日本）營運。

## 構造
車站是一座地面車站，設有2面2線的相對式月台。車站大樓位於上行月台側（東邊），兩月台之間設有跨線橋連接。下行月台側設有簡單出入口。車站大樓內同時為「親睦畫廊」，展示了七尾特別支援學校學生製作的海報作品。
此站是由七尾鐵道部管理的無人車站。此站設有自動售票機。

### 月台
| 月台         | 路線    | 上下行 | 方向           |
| ------------ | ------- | ------ | -------------- |
| 車站大樓一方 | ■七尾線 | 上行   | 津幡、金澤方向 |
| 車站大樓對面 | ■七尾線 | 下行   | 七尾方向       |

- 在資訊上，此站沒有編排月台編號，月台上沒有展示月台編號，車站時間表也沒有記載月台編號。
- 近車站大樓一方的路軌為一線通過（日语：一線スルー）結構，當列車不用進行列車交會和通過此站時，下行列車會使用上行月台[1]。但是，此站與其他車站的一線通過結構有差別，直線路軌不是上下行本線，而是分成上行線和下行線。

## 周邊
停車場
- 德田站前停車場：06架（24小時）

停泊單車場
- 德田站前停泊單車場：10架（24小時）

東出口
- 德田站前簡易郵局
- 七尾Korosa滑雪場（日语：七尾コロサスキー場）
- 久志伊奈太伎比咩神社
- 院内勅使塚古墳（日语：院内勅使塚古墳）
- 石川縣道131號德田停車場線（日语：石川県道131号徳田停車場線）

西出口
- 石川縣立七尾東雲高等學校（日语：石川県立七尾東雲高等学校）[1]
- 石川縣立七尾特別支援學校
- 七尾市立朝日小學

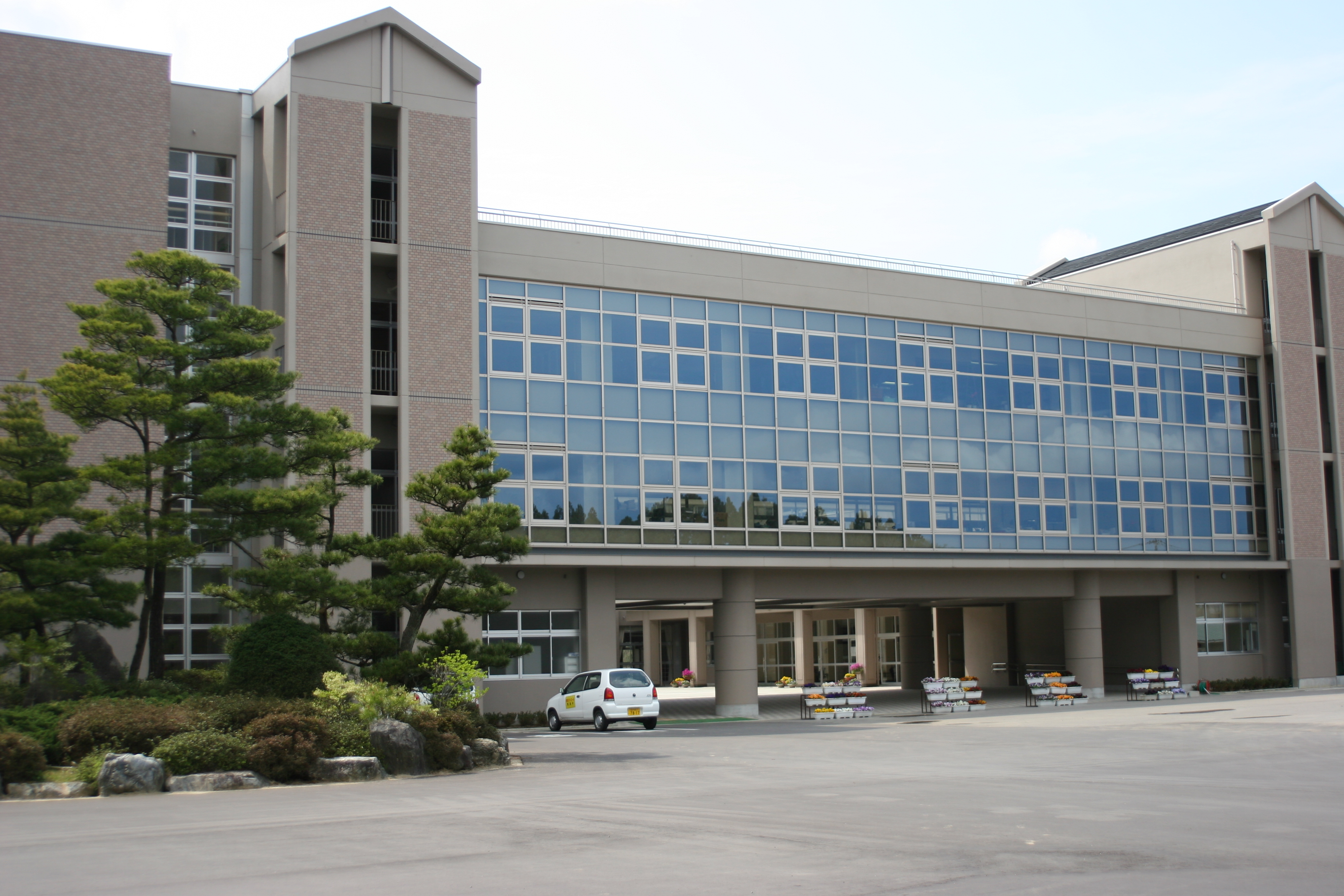
七尾東雲高校

## 相鄰車站
西日本旅客鐵道
■七尾線
能登二宮－德田－七尾

## 外部連結
- 德田｜車站資訊：JR出門網 - 西日本旅客鐵道（日語）